# Auguste af Slesvig-Holsten-Sønderborg-Glücksborg
Prinsesse Auguste til Slesvig-Holsten-Sønderborg-Glücksborg (27. februar 1844 – 16. september 1932) var en tysk prinsesse af Slesvig-Holsten-Sønderborg-Glücksborg.
Hun var ældste barn af hertug Frederik af Slesvig-Holsten-Sønderborg-Glücksborg og prinsesse Adelheid af Schaumburg-Lippe. Hun giftede sig den 6. september 1884 med admiral i den Kejserlige tyske flåde, prins Vilhelm af Hessen-Philippsthal-Barchfeld, der var søn af landgreve Karl af Hessen-Philippsthal-Barchfeld og prinsesse Sophie af Bentheim og Steinfurt. Ægteskabet var prins Vilhelms fjerde ægteskab, og prinsesse Auguste blev stedmoder til hans seks børn. I ægteskabet mellem Auguste og Vilhelm blev der desuden født yderligere en søn, prins Christian.

## Eksterne links
- Hans den Yngres efterkommere